# Гощин
Гощин (пол. Goszczyn) — село в Польщі, у гміні Гощин Груєцького повіту Мазовецького воєводства.
Населення — 891 особа (2011).
У 1975-1998 роках село належало до Радомського воєводства.

## Демографія
Демографічна структура станом на 31 березня 2011 року:
|          | Загалом | Допрацездатний вік | Працездатний вік | Постпрацездатний вік |
| -------- | ------- | ------------------ | ---------------- | -------------------- |
| Чоловіки | 456     | 109                | 303              | 44                   |
| Жінки    | 435     | 100                | 257              | 78                   |
| Разом    | 891     | 209                | 560              | 122                  |